# Arctosa similis
Arctosa similis este o specie de păianjeni din genul Arctosa, familia Lycosidae, descrisă de Schenkel, 1938. Conform Catalogue of Life specia Arctosa similis nu are subspecii cunoscute.